# Signatura (codicología)

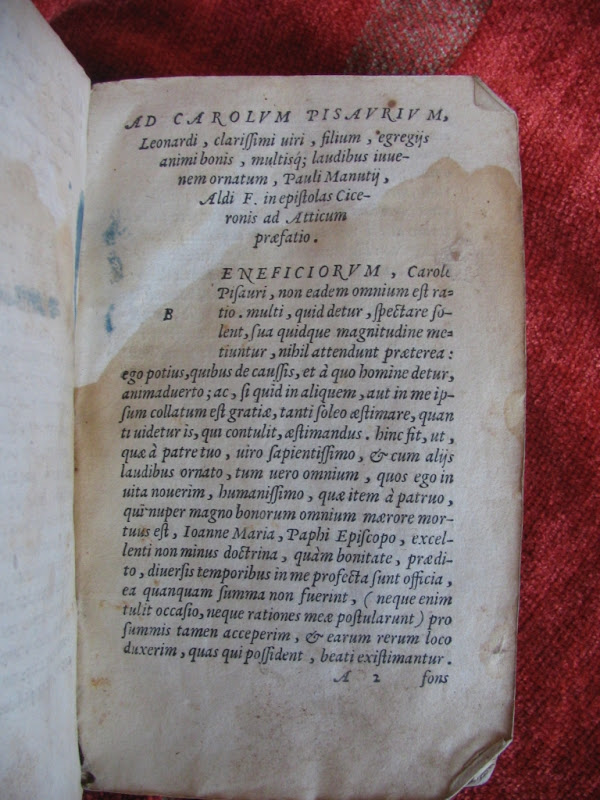
Página de un libro del con signatura tipográfica: A 2

La signatura es una señal que sirve para indicar el orden de los pliegos o cuadernos de un códice, manuscrito o libro impreso ya que no se solían numeras las páginas ni los folios. Por lo general consiste en una letra y un número que aparecen en la parte inferior derecha del recto de las primeras hojas (hasta la mitad) de cada cuaderno o pliego.
Habitualmente al final del libro se incluía el registro, un listado de las signaturas del libro y el número de folios de cada uno.
El primer impresor que lo utilizó fue Johann Koelhof, de Lubeck e impresor en Colonia en 1472. Anteriormente las signaturas eran manuscritas.
Las signaturas tipográficas han sido reemplazadas por las marcas de alzado de pliego.